# Nice lligant-se la sandàlia
Nice lligant-se la sandàlia, també conegut com a Nice llevant-se la sandàlia (en grec antic: Νίκη Σανδαλίζουσα, Níkē Sandalízousa), és un relleu de marbre de la dea grega de la victòria, Nice, en el moment de posar-se o llevar-se la sandàlia del peu dret.

## Història
És una escultura del període alt clàssic, realitzada cap al 420-400 abans de la nostra era. Era al Temple d'Atena Nice de l'Acròpoli d'Atenes, i ara es troba al Museu de l'Acròpoli d'Atenes, a Grècia; és la part dreta d'una llosa del costat sud del parapet del Temple d'Atena Nice. La semblança amb part de la iconografia d'Afrodita s'ha argumentat per a suggerir l'existència d'un culte a Afrodita Pandemos de la zona. El temple i el parapet d'Atena Nice els van demolir els otomans el 1687 per a reforçar la muralla i fortificar el costat occidental de l'Acròpoli contra els atacs venecians del general Francesc Morosini; la llosa fou excavada al 1835 a prop d'aquest temple, sota la direcció de l'arqueòleg Ludwig Ross.

## Descripció
Nice s'inclina cap endavant i col·loca el peu dret sobre una roca, amb la cama doblegada, mentre fa equilibris sobre la cama esquerra, lleugerament flexionada. Amb la mà dreta s'ajusta la sandàlia, acte que dona nom al relleu, mentre la part superior del tors es gira cap endavant. Té el braç esquerre lleugerament doblegat pel colze i subjecta els plecs de l'himàcion de manera que tots dos extrems cauen pel costat esquerre.
El vent emmarca la figura per darrere.
Duu un himàcion (una mena de túnica) i un quitó molt fi amb mànigues nuades a les espatles, però el tancament de la màniga de l'espatla dreta s'ha deixat anar, i el quitó es desprén del pit dret de Nice. La fina tela que porta, amb molts plecs, abraça el tors de la dea com si estigués mullada; la roba és quasi transparent. La mà dreta no toca la sandàlia, sinó que sembla sostenir una corretja. El cap, el coll, la mà esquerra, la superfície del peu esquerre i la part superior de l'ala dreta no s'han conservat.

## Artesania
El relleu es va crear en el taller d'Agoràcrit de Paros, comunament atribuït al "Mestre E", el treball del qual en el parapet ha estat descrit com «dels més avançats estilísticament». L'escultura és feta amb marbre pentèlic, i fa 106 cm d'alçada i 52 cm d'amplada.
Aquesta peça és la més notable de totes les escultures de Nice que s'han trobat als temples, perquè cap altre exemple conegut no presenta pas aquesta actitud gràcil combinada amb la delicadesa de la roba. L'originalitat de la composició també es considera un dels punts que distingeixen Nice arreglant-se la sandàlia d'altres estàtues.
Els elaborats plecs del quitó sobre el pit estan finament treballats, i hi ha una clara distinció entre la tela i el cos de Nice. Els plecs de l'himàcion entre les cames estan molt retallats; com assenyala Carpenter, la tècnica del drap implica tallar crestes ocasionals sobre un nu totalment modelat, per això la roba s'utilitza per a emfasitzar la posa de la figura. L'escultor destaca per l'ús de plecs i perquè el quitó rellisca per l'espatla per a revelar més pell.
La part de davall del cos està de perfil o prou a prop de ser-ho, mentre que la part superior és quasi frontal; la roba emmascara la transició, així com el fet que si la cama dreta de Nice estigués estirada, seria més llarga que l'esquerra.